# Giacomo Brunengo
Giacomo Brunengo (Pieve di Teco, 1911 – Campagna italiana di Grecia, 28 febbraio 1941) è stato un militare italiano insignito della medaglia d'oro al valor militare alla memoria nel corso della seconda guerra mondiale.

## Biografia
Nacque a Pieve di Teco, provincia di Imperia, nel 1911, figlio di Paolo e Cecilia De Marchi.
Iscritto nella Facoltà di scienze economiche e commerciali della Università di Torino, nel luglio 1935 fu arruolato nel Regio Esercito ed ammesso a frequentare la Scuola allievi ufficiali di complemento di Bassano del Grappa.  Conseguita la nomina ad aspirante il 1º dicembre dello stesso anno e assegnato al 3º Reggimento alpini, venendo promosso sottotenente il 1º marzo 1936. Posto in congedo nel corso del 1937, fu richiamato in servizio il 23 agosto 1939 destinato dapprima al battaglione alpini "Pieve di Teco", con l'entrata in guerra del Regno d'Italia, il 10 giugno 1940, passava al battaglione alpini "Val Arroscia" del 1º Reggimento alpini con il quale prese parte alle operazioni sul fronte alpino occidentale. Rientrato al deposito reggimentale nel novembre 1940, un mese dopo fu trasferito all'8º Reggimento alpini e con il I Battaglione complementi partiva in aereo da Foggia per raggiungere il reggimento in Albania, dove venne destinato alla 16ª Compagnia del battaglione alpini "Cividale".
In seguito all'arretramento del fronte in territorio albanese, il battaglione alpini "Cividale" si posizionò a difesa della conca di Frasheri, e nei primi giorni del mese di dicembre ricevette l'ordine di ripiegare sul Mali Topjanit dove resistette disperatamente fino all'8 gennaio 1941. In seguito ad una ulteriore ripiegamento del sistema difensivo italiano, il battaglione fu costretto a ripiegare per tutto il mese di gennaio fino a quando, oramai ridotto a 70 uomini, fu mandato a compiere un periodo di riposo a Mavrova nei pressi di Valona.
Ricostituito il battaglione con l'arrivo dei complementi, il 19 febbraio il reparto ritornò in prima linea sul Golico attestandosi sul costone di Pesclani. Egli cadde in combattimento a quota 739 del Golico il 28 febbraio 1941. Fu successivamente insignito della medaglia d'oro al valor militare alla memoria.